# Bamberger Basketball 2014-2015
Questa voce raccoglie le informazioni riguardanti il Bamberger Basketball nelle competizioni ufficiali della stagione 2014-2015.

## Stagione
La stagione 2014-2015 del Bamberger Basketball è la 41ª nel massimo campionato tedesco di pallacanestro, la Basketball-Bundesliga.

## Roster
Aggiornato al 10 marzo 2023
| Brose Bamberg 2014-15 | Brose Bamberg 2014-15 |
| Giocatori             | Staff tecnico         |
| --------------------- | --------------------- |

| N. | Naz.                                     | Ruolo | Nome                | Anno | Alt.   | Peso   |  |
| -- | ---------------------------------------- | ----- | ------------------- | ---- | ------ | ------ |  |
| 4  | Croazia (bandiera) · Germania (bandiera) | C     | Dalibor Bagarić     | 1980 | 218 cm | 131 kg |  |
| 6  | Stati Uniti (bandiera)                   | AP    | Darius Miller       | 1990 | 198 cm | 102 kg |  |
| 7  | Stati Uniti (bandiera)                   | AP    | Ryan Thompson       | 1988 | 198 cm | 96 kg  |  |
| 9  | Germania (bandiera)                      | G     | Karsten Tadda       | 1988 | 190 cm | 92 kg  |  |
| 10 | Germania (bandiera)                      | AC    | Daniel Theis        | 1992 | 203 cm | 108 kg |  |
| 11 | Stati Uniti (bandiera)                   | P     | Brad Wanamaker      | 1989 | 191 cm | 92 kg  |  |
| 12 | Germania (bandiera)                      | P     | Daniel Schmidt      | 1990 | 188 cm | 85 kg  |  |
| 13 | Lettonia (bandiera)                      | PG    | Jānis Strēlnieks    | 1989 | 191 cm | 84 kg  |  |
| 15 | Stati Uniti (bandiera)                   | AG    | Josh Duncan         | 1986 | 203 cm | 103 kg |  |
| 17 | Germania (bandiera)                      | G     | Andreas Obst        | 1996 | 191 cm | 81 kg  |  |
| 20 | Germania (bandiera)                      | A     | Elias Harris (C)    | 1989 | 203 cm | 105 kg |  |
| 21 | Stati Uniti (bandiera)                   | C     | Trevor Mbakwe       | 1989 | 207 cm | 111 kg |  |
| 22 | Lituania (bandiera)                      | AG    | Mindaugas Katelynas | 1983 | 205 cm | 104 kg |  |
| 25 | Stati Uniti (bandiera)                   | G     | Carlon Brown        | 1989 | 196 cm | 98 kg  |  |
| 32 | Germania (bandiera)                      | AG    | Johannes Thiemann   | 1994 | 204 cm | 100 kg |  |
| 45 | Stati Uniti (bandiera)                   | AP    | Josh Shipp          | 1986 | 196 cm | 100 kg |  |
| 55 | Stati Uniti (bandiera)                   | P     | Dawan Robinson      | 1982 | 191 cm | 88 kg  |  |

| Allenatore                                                                                |
| - Andrea Trinchieri                                                                       |
| Assistente/i                                                                              |
| - Īlias Kantzourīs - Federico Perego Legenda - (C) Capitano - (IN) Inattivo - Infortunato |

## Mercato

### Sessione estiva
| Acquisti | Acquisti            | Acquisti        | Acquisti   | Acquisti |
| R.       | Nome                | da              | Modalità   |          |
| -------- | ------------------- | --------------- | ---------- | -------- |
| P        | Brad Wanamaker      | Pistoia Basket  | definitivo |          |
| AC       | Daniel Theis        | Ulma            | definitivo |          |
| G        | Andreas Obst        | Baunach         | definitivo |          |
| C        | Trevor Mbakwe       | Virtus Roma     | definitivo |          |
| PG       | Jānis Strēlnieks    | Budivelnyk Kiev | definitivo |          |
| AG       | Josh Duncan         | H. Gerusalemme  | definitivo |          |
| C        | Dalibor Bagarić     | Al-Ahly Bengasi | definitivo |          |
| G        | Carlon Brown        | Hapoel Tel Aviv | definitivo |          |
| AP       | Ryan Thompson       | Ostenda         | definitivo |          |
| AG       | Mindaugas Katelynas | Free agent      | definitivo |          |

| Cessioni | Cessioni        | Cessioni        | Cessioni       | Cessioni |
| R.       | Nome            | a               | Modalità       |          |
| -------- | --------------- | --------------- | -------------- | -------- |
| C        | Sharrod Ford    | Paris-Levallois | fine contratto |          |
| AP       | Rakim Sanders   | Dinamo Sassari  | rescissione    |          |
| G        | Anton Gavel     | Bayern Monaco   | fine contratto |          |
| AP       | Casey Jacobsen  |                 | ritirato       |          |
| C        | D'or Fischer    | UNICS Kazan'    | fine contratto |          |
| P        | John Goldsberry |                 | ritirato       |          |
| G        | Jamar Smith     | Limoges CSP     | rescissione    |          |
| P        | Jared Jordan    | San Sebastián   | fine contratto |          |
| C        | Maik Zirbes     | Stella Rossa    | rescissione    |          |

### Dopo l'inizio della stagione
| Acquisti | Acquisti       | Acquisti     | Acquisti         | Acquisti   |
| R.       | Nome           | da           | Data             | Modalità   |
| -------- | -------------- | ------------ | ---------------- | ---------- |
| AP       | Josh Shipp     | Free agent   | 6 novembre 2014  | definitivo |
| P        | Dawan Robinson | Pall. Varese | 20 gennaio 2015  | definitivo |
| AP       | Darius Miller  | Free agent   | 24 febbraio 2015 | definitivo |

| Cessioni | Cessioni            | Cessioni   | Cessioni        | Cessioni       |
| R.       | Nome                | a          | Data            | Modalità       |
| -------- | ------------------- | ---------- | --------------- | -------------- |
| G        | Carlon Brown        | Free agent | novembre 2014   | rescissione    |
| AG       | Mindaugas Katelynas | Free agent | 1 dicembre 2014 | fine contratto |
| AP       | Josh Shipp          | Free agent | 11 gennaio 2015 | rescissione    |